# Józef Pacyna-Głowacki
Józef Pacyna-Głowacki pseud. „Bartosz”, „Chrzestny” (ur. 6 sierpnia 1906 w Dąbrowie, zm. 20 grudnia 1987) – major, uczestnik wojny domowej w Hiszpanii i II wojny światowej, funkcjonariusz Milicji Obywatelskiej.

## Życiorys
Urodził się w rodzinie robotnika rolnego. Był synem Konstantego i Wiktorii Pacynów. Po ukończeniu gimnazjum w Zamościu w 1927 ukończył Szkołę Podchorążych Rezerwy Artylerii we Włodzimierzu Wołyńskim. W latach 1929–1930 służył w 2 pułku artylerii ciężkiej w Chełmie Lubelskim. W latach 1930–1939 należał do Związku Młodzieży Wiejskiej RP „Wici”. Był także współpracownikiem Oddziału II Sztabu Głównego Wojska Polskiego oraz Policji Państwowej w Cieszynie. W 1936 zajmował się przerzutem przez granicę polsko-czeską ochotników do Hiszpanii. W 1937 walczył w czasie wojny domowej w Hiszpanii w Brygadzie Międzynarodowej „Dąbrowszczaków” (był dwukrotnie ranny), za co w Polsce w 1939 został ukarany więzieniem. 
W czasie kampanii wrześniowej walczył w obronie Warszawy. W 1940 przedostał się na tereny kontrolowane przez ZSRR i w latach 1941–1942 jako żołnierz walczył w partyzantce radzieckiej na Wołyniu. Następnie działał na terenach ziem polskich będących pod okupacją niemiecką, jako komunizujący ludowiec był członkiem Gwardii Ludowej następnie dowódcą oddziału Batalionów Chłopskich a na koniec wstąpił do Armii Ludowej. Początkowo dowodził oddziałem a następnie Zgrupowaniem GL im. Bartosza Głowackiego. 
W potyczce stoczonej 2 lipca 1944 przez oddziały AL i BCh z oddziałem Armii Krajowej pod Stefanówką dowodził oddziałem BCh. Był też członkiem Związku Walki Zbrojnej i żołnierzem Armii Krajowej, ale jej szeregi opuścił w obawie przed konsekwencjami za wykonanie bez zezwolenia akcji zbrojnej. W lipcu 1944 został funkcjonariuszem Milicji Obywatelskiej oraz organizatorem i komendantem Komendy Wojewódzkiej Milicji Obywatelskiej w Olsztynie. W latach 1946–1948 służył w Ludowym Wojsku Polskim. Był członkiem PPR i PZPR, jednak okoliczności odejścia z partii w 1949 nie są znane. 
Zmarł 20 grudnia 1987. Został pochowany na Cmentarzu Wojskowym na Powązkach w Warszawie (kwatera A41-2-25).